# Idstein
Idstein település Németországban, Hessen tartományban. Lakosainak száma 25 709 fő (2023. december 31.). Idstein Taunusstein, Hünstetten és Niedernhausen községekkel határos.

## Fekvése
Wiesbadentől északra, a Taunus-hegység északnyugati nyúlványain, a B 275-ös út mellett fekvő település.

## Leírása
Idsten máig megőrizte középkori városképét, melyről favázas házainak homlokzata tanúskodik: mint pl. az 1615-ben épült Killingerhaus, mely egyike Hessen faragványokkal leggazdagabban díszített favázas házainak, a 17. században épített reneszánsz háromszárnyas kastélya (Schloss) ma múzeum.
17. századi várának tornya, az ún. boszorkánytorony (Hexenturm). Az eredeti várnak (burg) mára csak falrészei maradtak meg, az épületben ma internátus működik. A városháza (Rathaus) a Kőnig Adolf téren áll. 

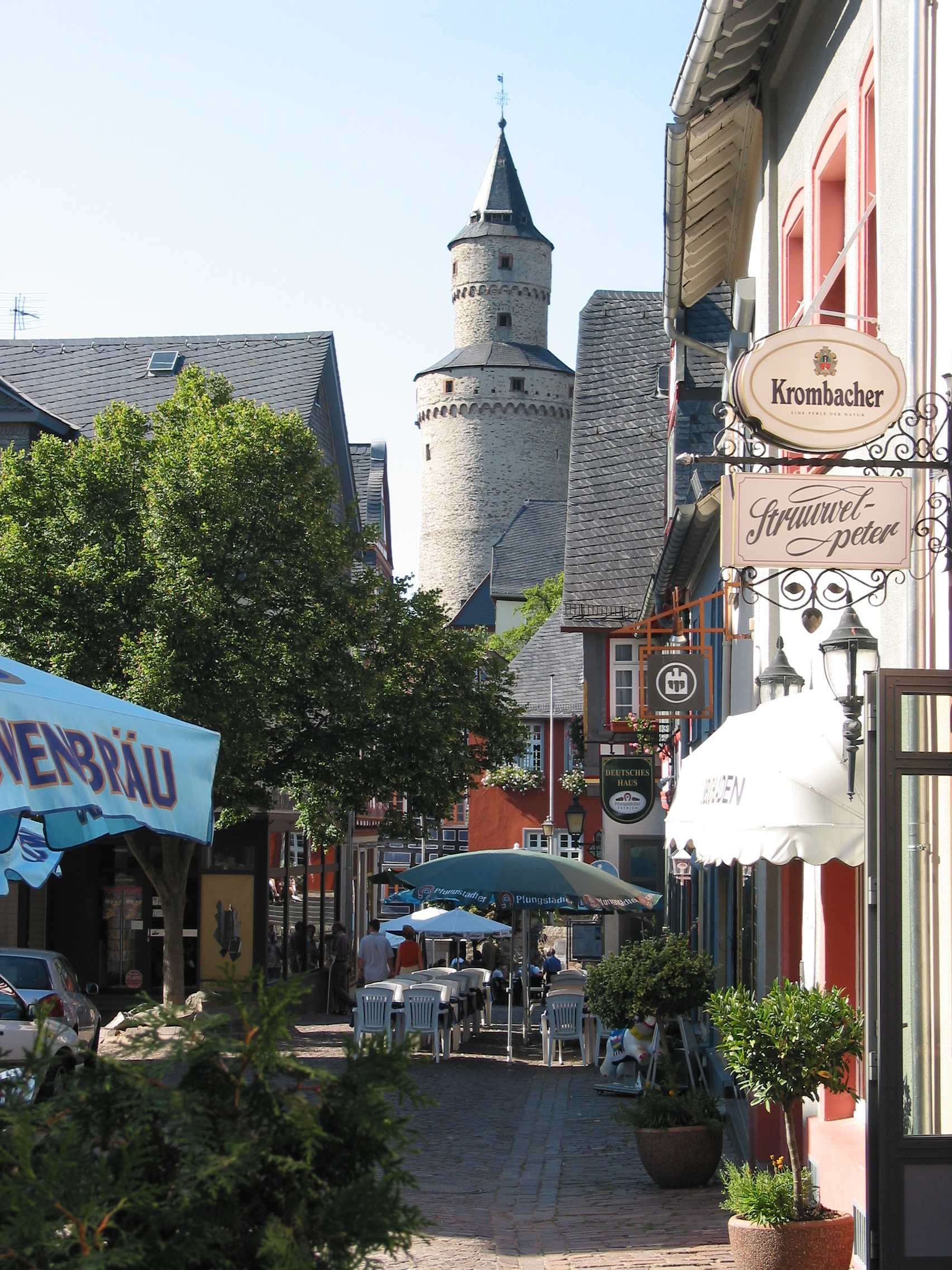
Boszorkánytorony, Idstein

Itt található az evangélikus-templom (Evangelische Pfarrkirche, Kirchgasse), mely egy korábbi gótikus bazilika újjáépítése révén 1677-ben épült. Az evangélikus templom mennyezete és falai színes képes bibliához hasonlók: Rubens növendékei és Johann v. Sandrart festették azokat tele Jézus életét ábrázoló képekkel.
A templom a nassaui grófok temetkezési helye is. A szentélyben található Georg August családi sírboltja is, amely 1728-1731 között készült a mainzi udvari szobrász Johann Maximilian von Welsch tervei alapján.

## Galéria

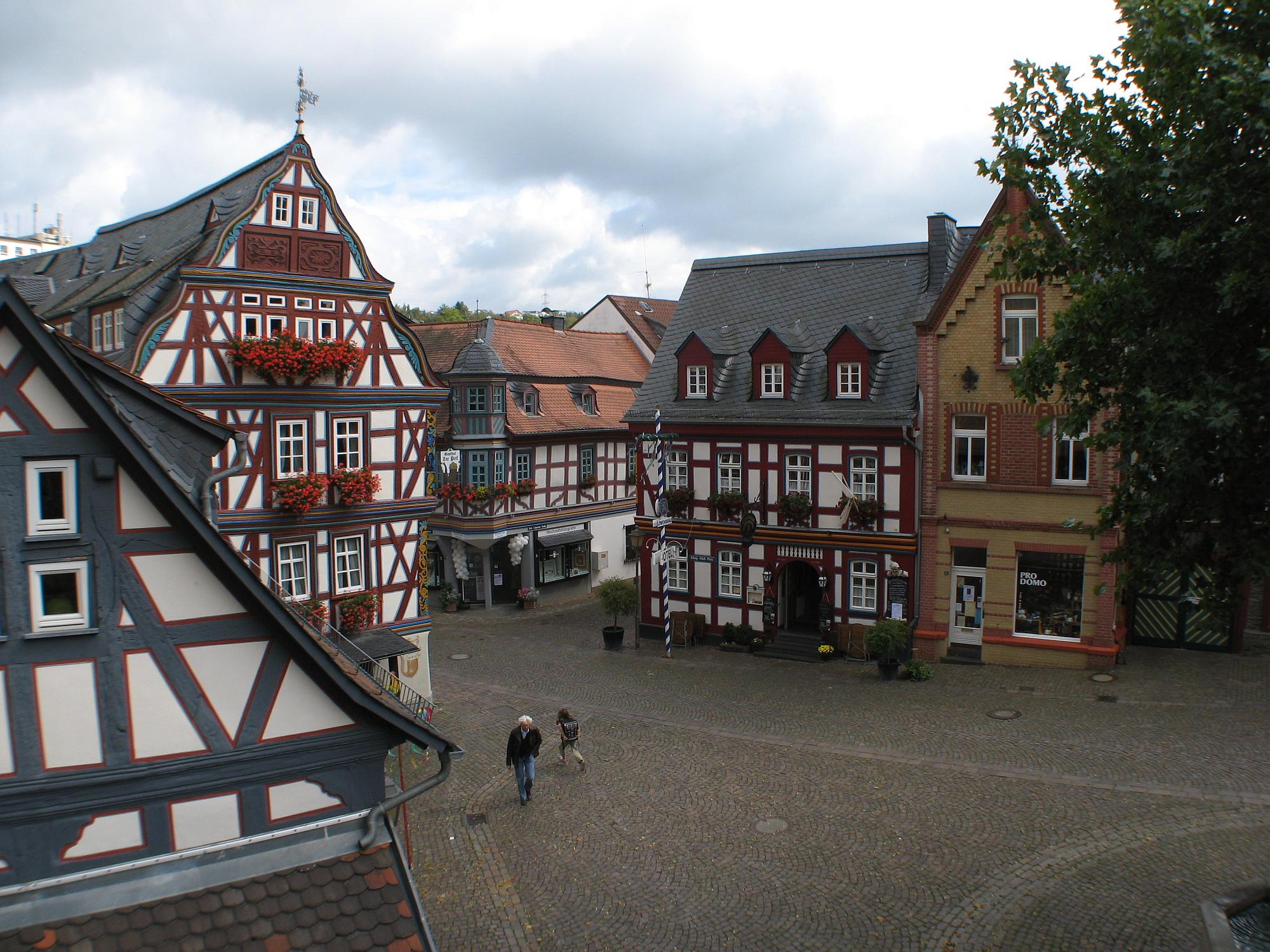
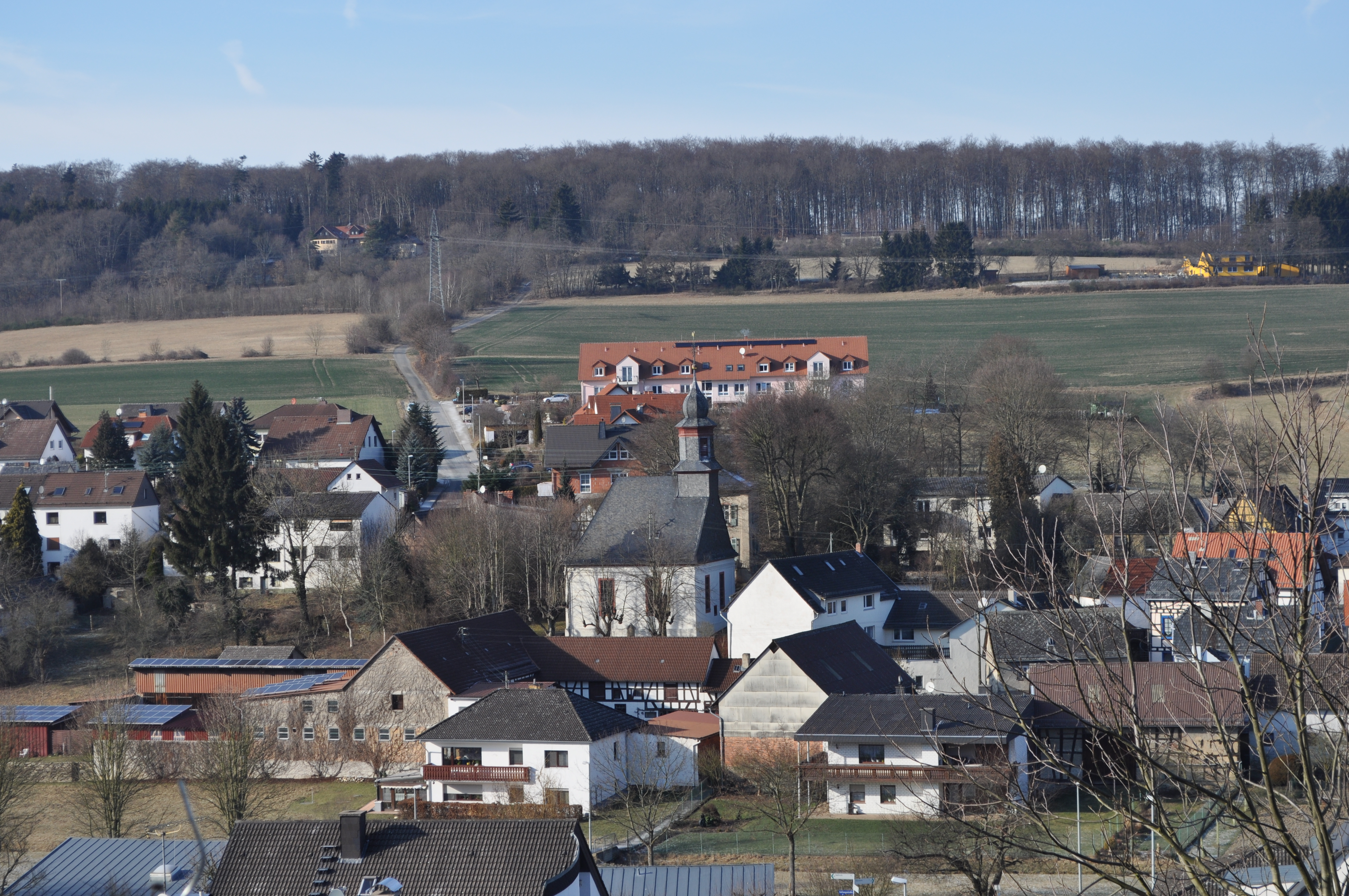
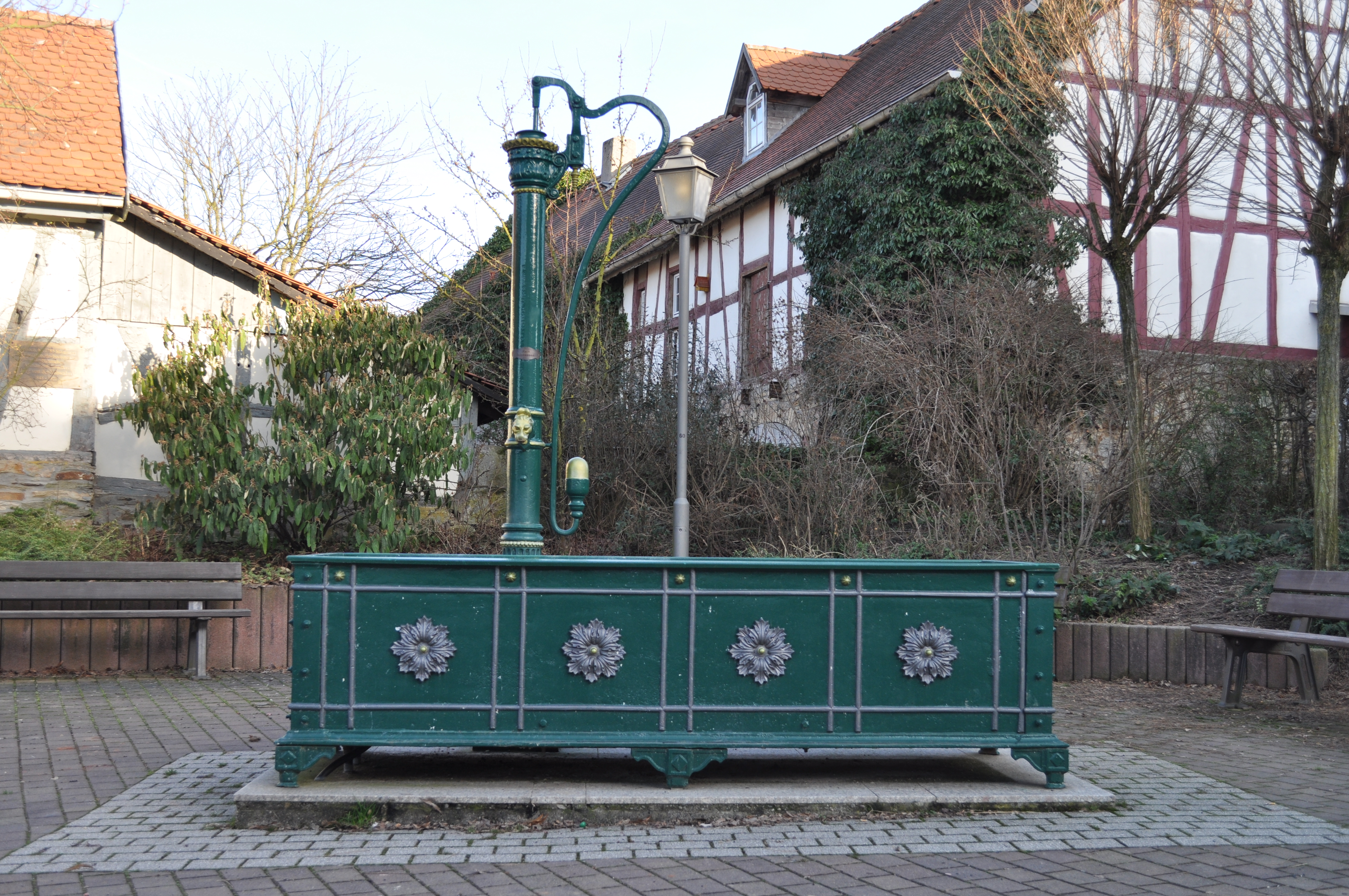
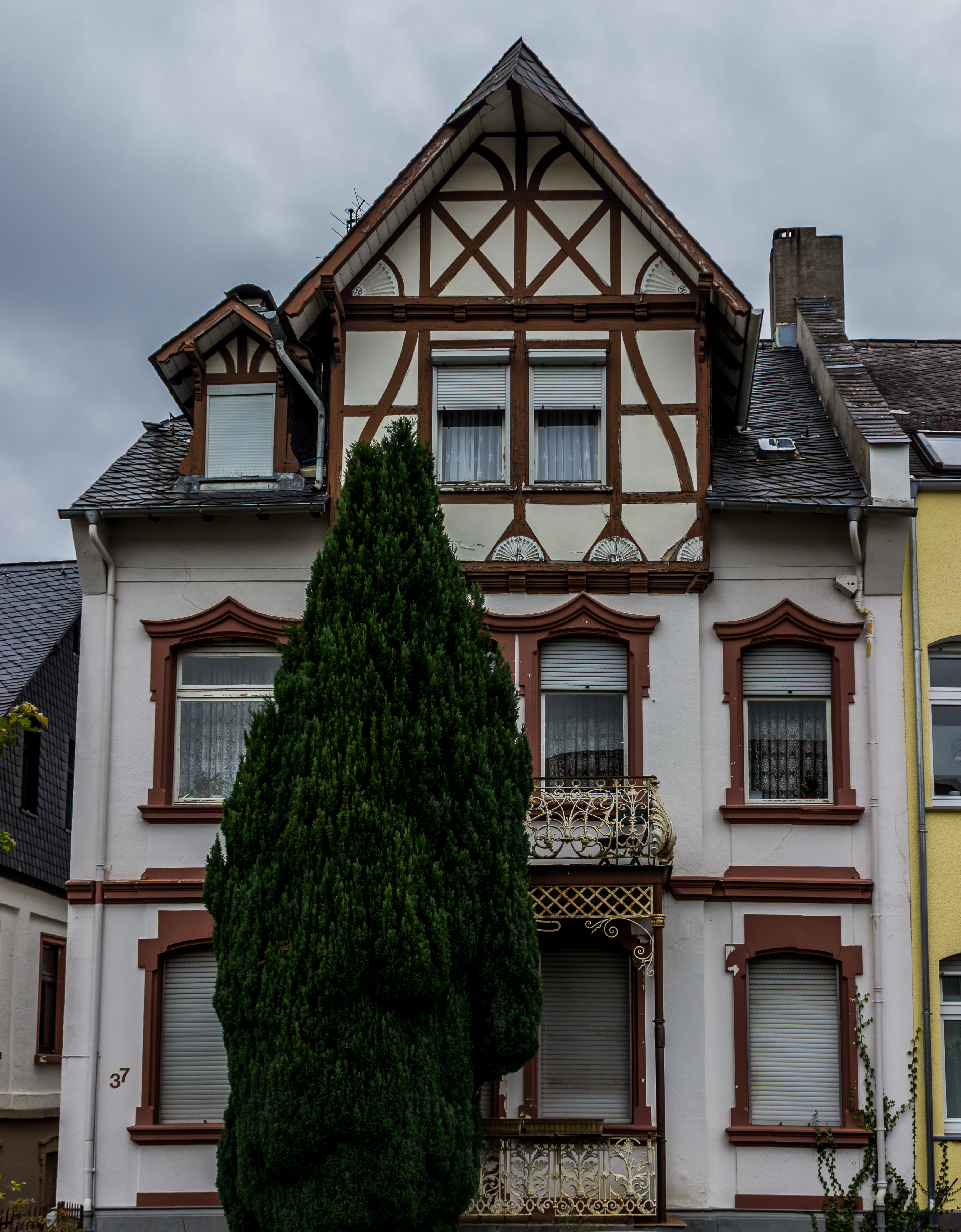
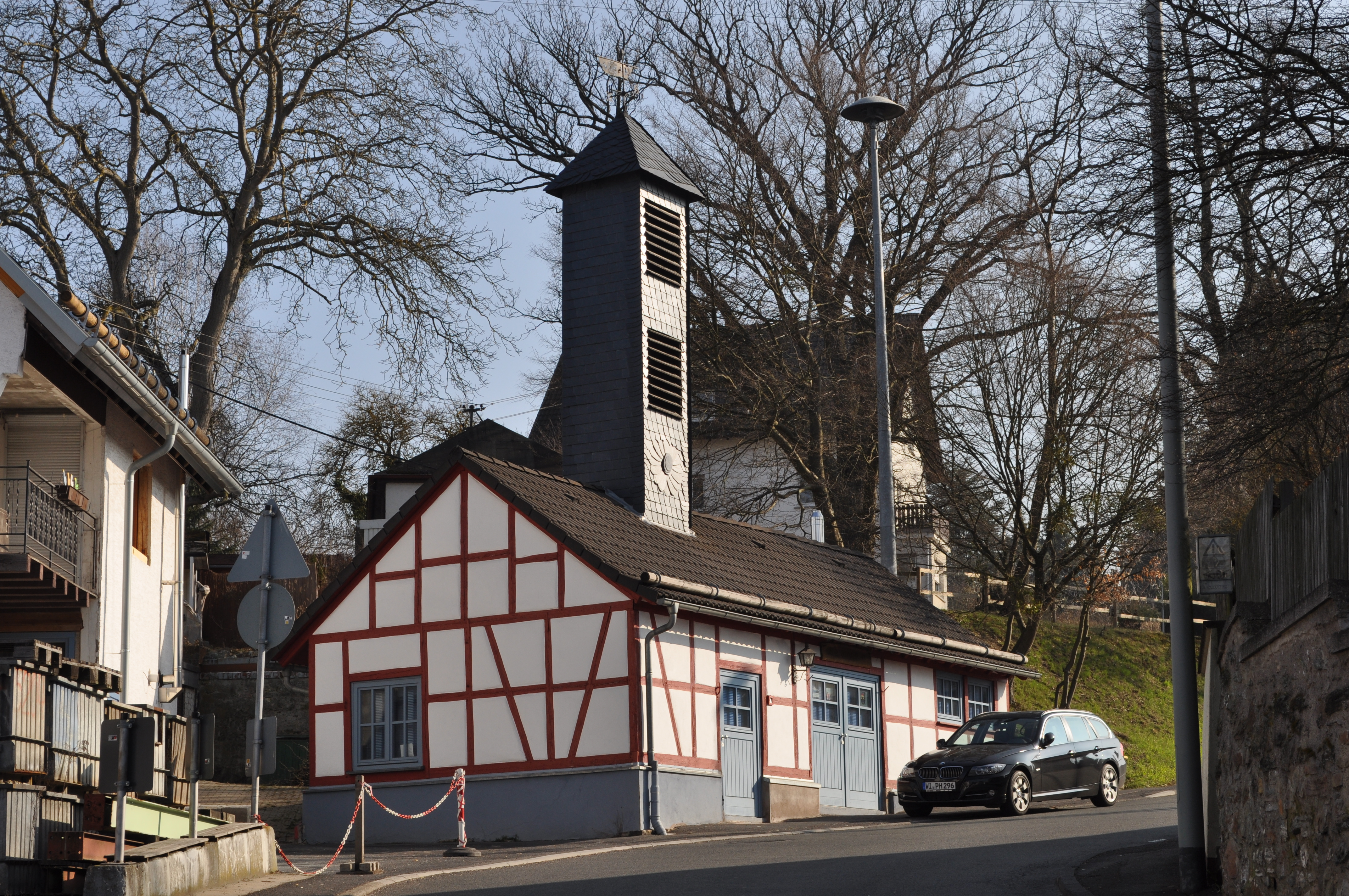
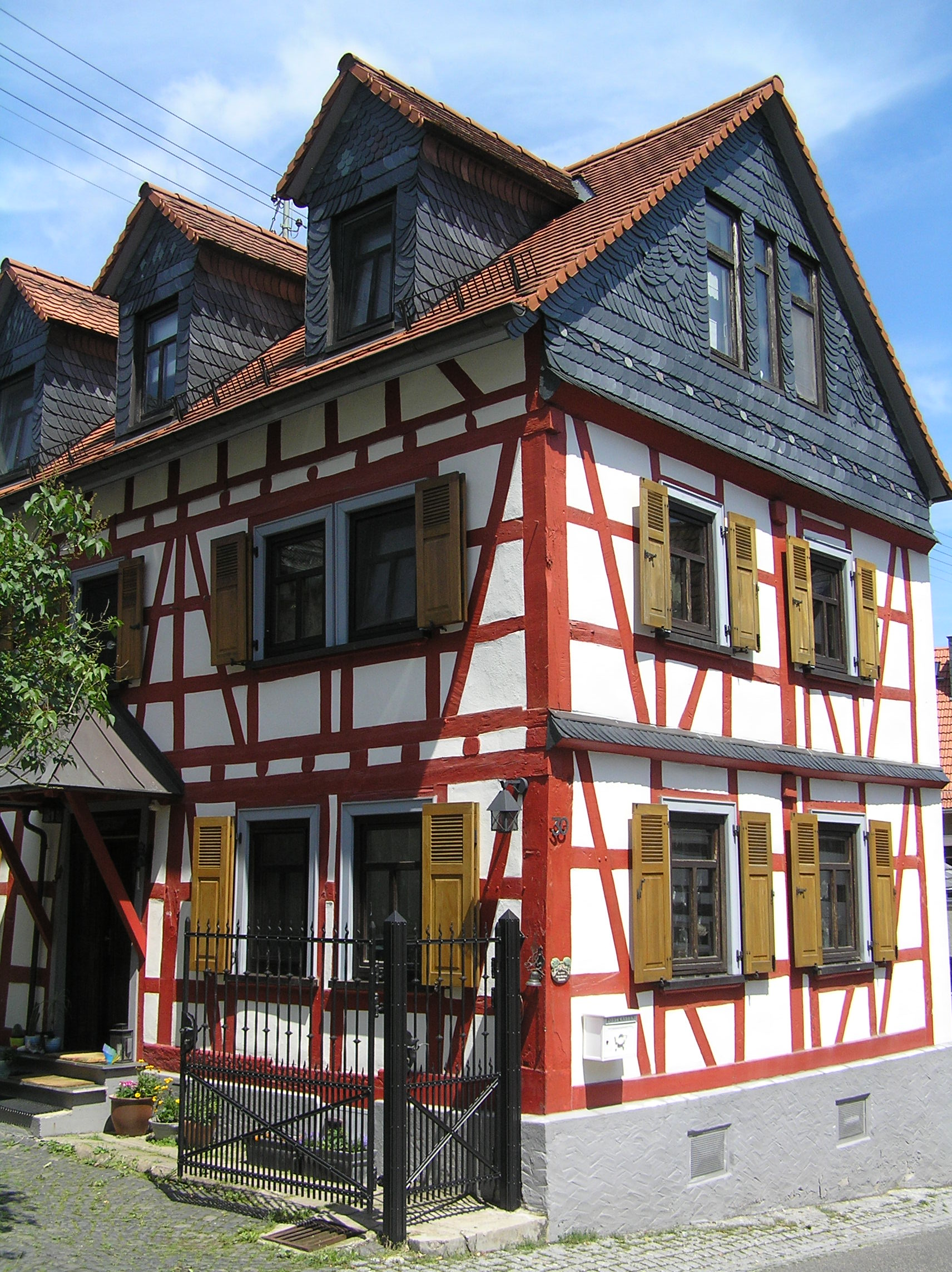

## Nevezetességek
- Evangélikus templom
- Schloss (kastély)
- Boszorkánytorony